# Villa Galvani
La Villa Galvani è una villa veneta situata a Pordenone.

## Storia

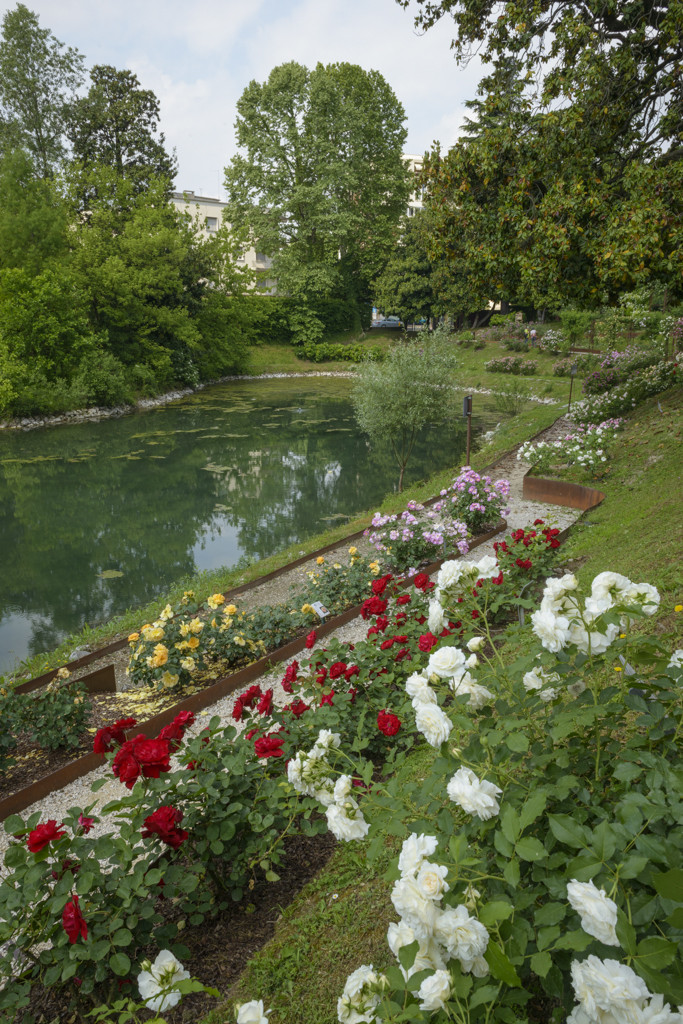
Laghetto del parco di Villa Galvani

La villa venne commissionata nella prima metà del XIX secolo dalla famiglia Galvani, ricca famiglia di imprenditori emiliani che fondarono a Pordenone una cartiera, una filanda per la seta e una fabbrica di ceramiche, divenendo così una famiglia di grande rilievo nella società e nell'economia della fine dell'Ottocento e nella prima metà del Novecento.
L'edificio fu costruito in più momenti: negli atti del catasto lombardo-veneto (1831-1851) risulta infatti solo il corpo di fabbrica centrale a pianta quadrata con due piani e sottotetto, mentre nel catasto austro-italiano (1851-1943) vi è l'attuale pianta è rettangolare e i due corpi laterali addossati, oltre a due piccole costruzioni adibiti a magazzino o deposito.
Abbandonato agli inizi del XX secolo e divenuto progressivamente fatiscente, il complesso architettonico rimase di proprietà della famiglia Galvani fino al 1970, quando la villa e il suo parco furono ceduti al Comune di Pordenone, quali oneri di urbanizzazione per operazione immobiliare.
Nel 1980 la villa e il parco vennero sottoposti a vincolo culturale quale "grande rilevanza storica per l'ambiente naturale che la circonda".
A cavallo tra gli anni 1980 e 1990 la villa venne completamente recuperata e ristrutturata, venendo poi destinata ad ospitare mostre ed esposizioni temporanee a partire dal 1990.

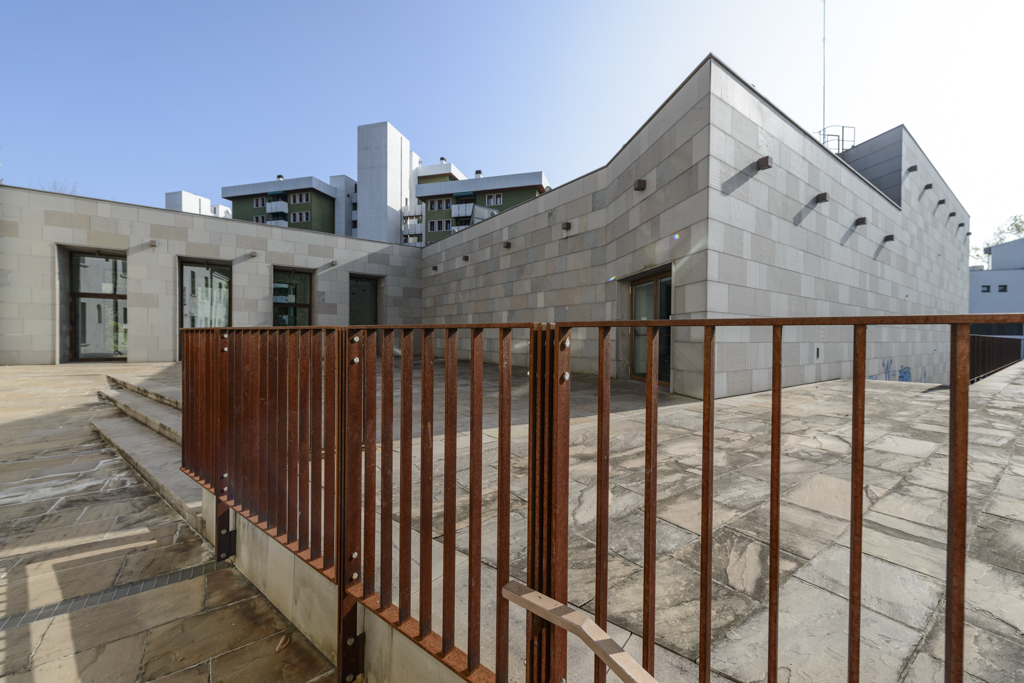
La galleria d'arte contemporanea inaugurata del 2010 a fianco della villa

Nello 2010 venne inaugurato il MIRA - Museo Itinerante della Rosa Antica, mettendo a dimora 185 varietà di 40 specie di rose lungo la passeggiata intorno al laghetto. Nello stesso anno furono aperti due corpi attigui realizzati in stile architettonico contemporaneo di oltre 2110 m² (di cui 1158 m² di spazi espositivi). Denominato ParCO (Pordenone Arte Contemporanea), il nuovo edificio è comunicanti con la villa storica ed è stato  adibito a galleria d'arte dedicata al pittore Armando Pizzinato fino al 2015, quando la collezione fu trasferita presso la nuova sede realizzata nelle ex scuole di via Bertossi e denominata ParCO2.
Nel settembre 2018 è stato inaugurato all'interno del complesso architettonico il PAFF! (Palazzo Arti Fumetto Friuli), nota anche come Palazzo del Fumetto, su iniziativa del fumettista pordenonese Giulio De Vita e dell'Associazione Vastagamma APS.

## Architettura
L'edificio presenta le caratteristiche tipiche di una villa veneta a tre piani.
Il parco circostante alla villa si estende su una superficie di 2,87 ettari e fu realizzato in stile eclettico tardo-romantico, secondo la moda del giardino all'inglese informale tipico del XVIII secolo. All'interno del parco sono presenti un laghetto e fitti viali di lecci, cedri dell'Atlante e magnolie, oltre ad antichi esemplari di ippocastano.

## Palazzo del Fumetto
Il progetto di uno spazio espositivo dedicato al fumetto, finalizzato a istituzionalizzare la tradizione fumettistica di Pordenone e del Friuli con oltre trent'anni di storia, è stato concepito dal fumettista Giulio De Vita e da Associazione Vastagamma APS. 
Il centro, progettato da un team interdisciplinare con competenze manageriali, architettoniche, artistiche, comunicative e allestitive, è stato sviluppato con un approccio innovativo. Concepito come un "contenitore culturale" reinterpretato attraverso il linguaggio del fumetto, il progetto mira a creare un centro polifunzionale di respiro internazionale. Tra gli obiettivi principali vi sono la promozione della cultura, l’attrazione di nuovi pubblici, la riqualificazione urbanistica, la formazione e la didattica, la creazione di posti di lavoro e lo sviluppo del turismo culturale e delle sinergie con le imprese locali.
L’istituzione, inaugurata il 16 settembre 2018 con il nome di PAFF! (Palazzo Arti Fumetto Friuli), è gestita dall’associazione culturale Vastagamma. Giulio De Vita, ideatore del progetto, ha ricoperto il ruolo di presidente dell’associazione dal 18 settembre 2018 al 22 settembre 2023.
Il 2 marzo 2023 è stata inaugurata una nuova sezione permanente denominata International Museum of Comic Art, che ospita un percorso espositivo stabile dedicato alla collezione museale. Questa sezione rappresenta un punto di riferimento per il fumetto a livello nazionale e internazionale. Nel 2024, l’istituzione ha adottato il nuovo nome di Palazzo del Fumetto.